# Вайделот

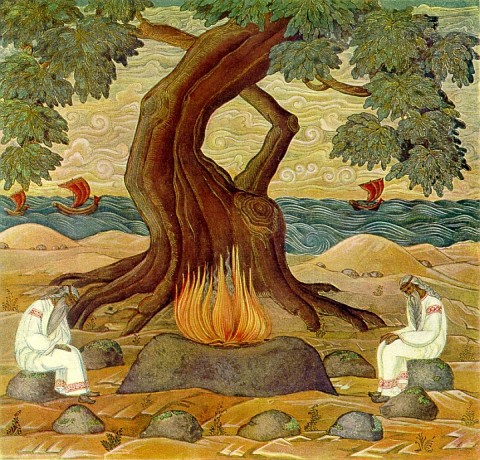
Н. К. Рерих. «Вайделоты».

Вайдело́ты (войдилы, прус. Waidelotte, лит. vaidila, латыш. vaidelotis) — общее обозначение языческих жрецов у балтских народов (пруссов, литовцев, латышей), распространившееся позже и в других языках.

## В письменных источниках

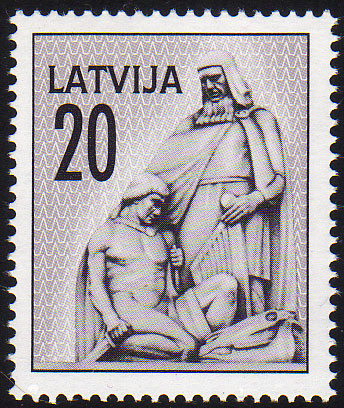
Почтовая марка с изображением скульптурной группы «Вайделот» на Памятнике Свободы в Риге. Вайделот стоит, держа в левой руке кокле.

В источниках XVI века встречаются в прусской форме Waidelotte. Это слово происходит от сочетания vaid-lo-to-jis и корня waist со значением «знать», «ведать».
В «Прусской хронике» Симона Грюнау (1529) содержится легенда, согласно которой в VI веке Брутен — один из мифических братьев-родоначальников пруссов, стал верховным жрецом Криве-кривайтисом и основал святилище в Ромуве, где жили «низшие жрецы» — вайделоты.
В источниках встречаются названия многих разновидностей жрецов и вайделотов: вуршайты (жрецы непосвящённые), зигноты (жрецы Бардойтса), потиники (жрецы Рагутиса), лингусоны и тулусоны (погребальные жрецы), швальгоны (свадебные жрецы), буртиники (народные певцы), мильдувники (жрецы Мильды), путтоны (гадатели на воде), пустоны (лечили дуновением), вейоны (прорицатели по ветру), жваконы (прорицатели по пламени и дыму), сейтоны (прорицатели по амулетам), канну-раугис (прорицатели по соли и пивной пене), зильнеки (прорицатели по полету птиц), лабдарисы (фокусники), звайждиники (астрологи), юодукнигиникасы (чернокнижники), а также вилкатсы (оборотни, волколаки).

## Описание
Вероятно, вайделоты были жрецами, которые «видят, ведают и передают своё знание (ведение) людям в слове». Гораздо позже вайделоты стали трактоваться как певцы — хранители эпоса и исторического наследия, во многом аналогичные бардам.
Считается, что вайделоты были помощниками верховного жреца Криве и занимались принесением жертв богам, в особенности Перкунасу (Пяркунасу). Они были обязаны поддерживать в святилищах священный огонь, а также занимались предсказаниями и назначали время для праздников. Аналогичные вайделотам жрицы назывались вайделотками. Мужчины-вайделоты, в отличие от вайделоток, имели право жениться, однако нет сведений о передаче профессии по наследству.
Одежда вайделотов состояла из длинной туники, обшитой белой тесьмой, застегнутой белым шнурком и украшенной внизу кистями из бычьих хвостов. Они опоясывались широким белым поясом и при жертвоприношениях носили зелёные венки на голове. Грунау описывает жившую в дубовой роще великаншу Погезану (сравните Погезания) — вайделотку, речи которой приравнивались к словам самих богов.